# Tara Air
Tara Air Pvt. Ltd. (IATA: TB, ICAO: MNA) (in nepalese: तारा एयरलाईन्स) è la più giovane compagnia aerea standard a capitale privato e non quotata nepalese costituita nel 2009 e con sede legale a Katmandu, Nepal. Opera voli nazionali con il marchio commerciale Tara Air. La società è controllata dalla Yeti Airlines Pvt. Ltd. L'aeroporto principale della compagnia è l'Aeroporto Internazionale Tribhuvan.
Dal 5 dicembre 2013 Tara Air è entrata nell'elenco dei vettori aerei soggetti a divieto operativo nell'UE che ha interdetto il proprio spazio aereo a tutti i vettori nepalesi, ritenuti non sufficientemente sicuri.

## Storia
Tara Air è stata costituita nel 2009, quando Yeti Airlines ha separato le sue operazioni con velivoli STOL da quelle regionali. Le operazioni STOL della compagnia aerea sono state spostate sotto Tara Air e si sono concentrate sulla fornitura di servizi in aeroporti e piste di atterraggio remote e montane.

## Flotta
A dicembre 2022 la flotta di Tara Air è così composta:

## Incidenti
- 15 dicembre 2010: il DHC-6 di marche 9N-AFX si è schiantato poco dopo il decollo su un volo nazionale da Lamidanda a Kathmandu, in Nepal. I rottami dell'aereo sono stati trovati nella foresta di Bilandu, vicino al villaggio di Shreechaur, la mattina successiva all'incidente. Tutti i 19 passeggeri e i tre membri dell'equipaggio sono morti nell'incidente.[6]
- 24 febbraio 2016: il volo Tara Air 193, operato da un de Havilland Canada DHC-6-400 Twin Otter, è scomparso con 23 persone a bordo. Ore dopo, il relitto è stato ritrovato vicino al villaggio di Dana, nel distretto di Myagdi. Nessun sopravvissuto tra gli occupanti.[7]
- Il 1º dicembre 2021, un DHC-6 Twin Otter di Tara Air ha subito lo scoppio di uno pneumatico durante l'atterraggio all'aeroporto di Bajura. Sebbene nessuno sia rimasto ferito, è diventato virale il video in cui i passeggeri spingono l'aereo dalla pista, poiché non c'era un veicolo adatto all'aeroporto.[8]
- 29 maggio 2022: il volo Tara Air 197, operato da un de Havilland Canada DHC-6-300 Twin Otter, è precipitato su una montagna mentre era in rotta verso Jomson. Non ci sono stati sopravvissuti tra i 22 a bordo.[9]